# Draco bourouniensis
Draco bourouniensis là một loài thằn lằn trong họ Agamidae. Loài này được Lesson mô tả khoa học đầu tiên năm 1834.